# Raimundo Vanthuy Neto
Raimundo Vanthuy Neto (ur. 10 maja 1973 w Pau dos Ferros) – brazylijski duchowny katolicki, biskup São Gabriel da Cachoeira od 2024.

## Życiorys
3 czerwca 2001 otrzymał święcenia kapłańskie i został inkardynowany do diecezji Roraima. Przez kilkanaście lat pracował jako proboszcz w parafiach w Boa Vista. W latach 2014–2017 był dyrektorem instytutu teologicznego w Manaus. W kolejnych latach pełnił funkcje kanclerza kurii, rektora diecezjalnego sanktuarium oraz rektora propedeutycznej części diecezjalnego seminarium.
8 listopada 2023 papież Franciszek mianował go biskupem diecezji São Gabriel da Cachoeira. 
4 lutego 2024 otrzymał  święcenia biskupie w Ginásio Totozão w Boa Vista. Głównym konsekratorem był arcybiskup Manaus, kardynał Leonardo Ulrich Steiner.  